# Business Identifier Code
Business Identifier Code (dawniej Bank Identifier Code), BIC – międzynarodowy unikatowy kod identyfikujący banki i inne instytucje, pozwalający usprawniać i automatyzować transakcje finansowe. Format kodu jest zgodny z normą ISO 9362. Przydziałem kodów BIC instytucjom i ich jednostkom organizacyjnym zajmuje się organizacja SWIFT.

## Struktura kodu BIC
BIC zawiera 8 lub 11 znaków alfanumerycznych, na które składają się:
- identyfikator instytucji (4 znaki)
- kod kraju według normy ISO 3166-1 (2 znaki)
- kod lokalizacji (2 znaki), z zastrzeżeniem, że
  - cyfra „0” na drugiej pozycji oznacza BIC testowy, nieużywany w rzeczywistym obrocie finansowym i telekomunikacyjnym
  - cyfra „1” na drugiej pozycji oznacza instytucję (lub jej jednostkę organizacyjną) niepodłączoną do sieci SWIFTNet
  - cyfra „2” na drugiej pozycji oznacza, że opłatę za odebranie komunikatu SWIFT ponosi adresat, w przeciwieństwie do typowej sytuacji, kiedy koszty telekomunikacyjne pokrywa nadawca komunikatu
- opcjonalny identyfikator oddziału danej instytucji (3 znaki), przy czym kod „XXX” oznacza centralę.

### Przykłady
| Kompletny kod BIC | Instytucja              | Kraj                 | Lokalizacja              | Oddział                         |
| ----------------- | ----------------------- | -------------------- | ------------------------ | ------------------------------- |
| BREXPLPWKRA       | BREX – BRE Bank         | PL – Polska          | PW – Warszawa            | KRA – Oddział w Krakowie        |
| LOYDGB21006       | LOYD – Lloyd’s TSB Bank | GB – Wielka Brytania | 21 – uczestnik pasywny   | 006 – Oddział nr 006 w Londynie |
| DEUTDEFFXXX       | DEUT – Deutsche Bank    | DE – Niemcy          | FF – Frankfurt nad Menem | XXX – Centrala                  |

## Użycie kodu BIC
Kodami BIC adresowane są komunikaty przesyłane pomiędzy instytucjami za pośrednictwem międzynarodowej sieci SWIFTNet lub innej infrastruktury telekomunikacyjnej. W tym drugim przypadku kod BIC może służyć jako identyfikator pomocniczy, obok na przykład numeru rozliczeniowego banku.
Klienci banków wysyłający przekaz zagraniczny często podają BIC banku adresata. Pozwala to uniknąć dodatkowych kosztów za ręczną obsługę płatności non-STP. Wszystkie, również krajowe, polecenia przelewu wysyłane w ramach jednolitego obszaru płatności w euro muszą zawierać numer konta odbiorcy podany w formacie IBAN oraz poprawny BIC banku, który to konto prowadzi.

## Adresy SWIFTNet FIN
Urządzenia końcowe pracujące w sieci SWIFTNet mogą również używać 12-znakowych identyfikatorów opartych na kodzie BIC danej instytucji. Taki kod zawiera pierwsze 8 znaków BIC, jednoliterowe oznaczenie terminala logicznego i trzyznakowy kod oddziału. Przykład: DEUTDEFFAXXX (terminal logiczny „A” w centrali Deutsche Banku). Takie kody jednak nie należą do standardu ISO 9362 i są jedynie rozwiązaniem technicznym stosowanym w infrastrukturze telekomunikacyjnej.